# Stefano Gervasoni
Pour les articles homonymes, voir Gervasoni.
Stefano Gervasoni est un compositeur italien né à Bergame le 26 juillet 1962.

## Biographie
Stefano Gervasoni étudie la composition au conservatoire Giuseppe Verdi de Milan avec Luca Lombardi, Niccolò Castiglioni et Azio Corghi. Il poursuit des études auprès de György Ligeti en 1990. Il s'installe à Paris en 1992 pour suivre le cursus de composition en informatique musicale de l'Ircam. Il est ensuite pensionnaire à la villa Medicis en 1995-1996, et part à Berlin en 2005 dans le cadre de la bourse du DAAD Berliner Künstlerprogramm. Il est depuis septembre 2006 professeur de composition au Conservatoire national supérieur de musique et de danse de Paris. Il a été invité à donner des cours à l'abbaye Royaumont, à Darmstadt, et dans les classes de composition de l'université Columbia de New York.
Ses rencontres avec Luigi Nono, Helmut Lachenmann, Brian Ferneyhough et Peter Eötvös l'ont profondément marqué.